# Pardalotus quadragintus
Pardalotus quadragintus е вид птица от семейство Pardalotidae. Видът е застрашен от изчезване.

## Разпространение
Видът е разпространен в Австралия.